# Bernt Bjørnsgaard
Bernt Bjørnsgaard, född 1973, är en norsk orienterare som blev världsmästare i stafett 1999, tog VM-silver i stafett 2001 samt NM-brons i stafett 2001.